# XX Congresso do Partido Comunista da União Soviética
O XX Congresso do Partido Comunista da União Soviética (PCUS) teve lugar entre 14 e 26 de fevereiro de 1956. Na ocasião, o secretário do Partido, Nikita Khrushchov, com seu célebre discurso secreto, denunciou as violências, as deportações, os expurgos e as limitações à liberdade impostas pelo regime de Stalin, seu predecessor.
Durante a sessão a portas fechadas, no último dia do congresso, Kruschev criticou asperamente a chamada "política stalinista", denunciando o culto de personalidade e uma série de crimes cometidos por ele e seus colaboradores. Stalin não procurava persuadir com explicações mas impunha suas ideias e exigia uma submissão absoluta, qualquer um que discordasse era demitido de qualquer função diretiva, e em seguida liquidado moralmente e fisicamente.

...Stalin descartou o método leninista de convencer e educar, ele abandonou o método de luta ideológica para que a violência, repressões em massa e terror... 
...É claro que Stalin mostrou em toda uma série de casos sua intolerância, sua brutalidade e seu abuso de poder. Em vez de provar sua correção política e mobilizar as massas, muitas vezes ele escolheu o caminho da repressão e aniquilação física, não só contra os inimigos reais, mas também contra as pessoas que não tinham cometido qualquer crime contra o partido e o governo soviético. Aqui vemos nenhuma sabedoria, mas apenas uma demonstração da força brutal que outrora tão alarmou Lenin...
O discurso chocou os delegados presentes, que depois de anos de propaganda estavam convencidos da grandeza de Stalin. Após um longo debate, o discurso veio a se tornar público no mês seguinte mas o relatório completo, no qual se baseou, só foi publicado em 1989.
Logo após o congresso quase todos os Gulag foram fechados. Somente em Moscou retornaram 200.000 presos políticos. Anastas Mikoyan, vice-primeiro ministro criou comissões para reabilitar os presos acusados ou mortos injustamente.